# Rodrigo Conceição
Rodrigo Fernandes da Conceição, mais conhecido apenas como Rodrigo Conceição (Lisboa, 2 de janeiro de 2000) é um futebolista português que atua como lateral-direito. Atualmente, está sem clube.     É filho do treinador português Sérgio Conceição.

## Carreira

### Início
Nascido na cidade de Porto, Rodrigo Conceição passou pela base de vários clubes, iniciando no Belenenses, migrando para o Olhanense em 2012/13 quando seu pai estava treinando o clube. Depois, passou por Imortal, Anadia e Boavista, antes de chegar ao Benfica.

### Benfica
Rodrigo chegou aos Encarnados em janeiro de 2015, tendo feito cinco temporadas no clube benfiquista. No dia 10 de maio de 2017, assinou um contrato profissional com Benfica. Diante dos desfalques no time principal, foi promovido pelo técnico Rui Vitória em outubro de 2018. Em sua última temporada, Rodrigo disputou 22 partidas e marcou três vezes.

### Porto

#### 2020–21
Conceição migrou ao Porto para atuar também na equipe B e foi anunciado em 27 agosto de 2020 juntamente com seu irmão mais novo Francisco Conceição, clube onde seu pai Sérgio Conceição estava na época. A princípio ficou perto de tranferir-se para o Arouca, mas seu pai queria tê-lo perto para ser seus avanços no clube azul.
Fez seu primeiro gol pela equipe em 27 de março de 21, fazendo um bonito gol na vitória 4–0 sobre o Mafra na 22ª rodada da Segunda Liga, tendo ainda distribuído duas assistências na partida. Pelo Porto B, atuou em 30 jogos na temporada e marcou um gol.

### Moreirense

#### 2021–22
Apesar de ser relacionado para a pré-temporada do Dragão, Rodrigo não atuou na vitória de 4–2 sobre o Moreirense em julho de 2021 válido como preparação do início da temporada, não tendo sido também relacionado para a continuidade da preparação. Com isso, em 22 de julho do mesmo ano foi anunciado seu empréstimo ao próprio Moreirense válido por uma temporada.
Fez sua estreia pelos Cônegos em 16 de agosto de 2021, um empate sem gols com o Santa Clara na 2ª rodada do Primeira Liga. Entretanto, entrou aos 73 minutos de jogo e após três minutos em campo acabou sem expulso. Atuou em 16 partidas pelo clube, tendo o Moreirense caído de divisão na temporada.

### Retorno ao Porto

#### 2022–23
Apos um temporada em Moreira, retornou aoos dragões e fez sua estreia pelo time principal do Porto em 10 de setembro de 2022, entrando no decorre da vitória por 3–0 sobre o na 6ª rodada da Primeira Liga. Na rodada seguinte em 18 de setembro, empate de 1–1 com o Estoril, Rodrigo estreou como titular na equipe. Disputou 25 partidas ao todo pelos Dragões, tendo despedido-se da equipe no dia 16 de agosto.

### Zürich
Em 17 de agosto foi anunciado como novo contratado pelo Zürich, da Suíça, escolhendo a camisa 27 para utilizar.

## Seleção Portuguesa

#### Sub-16
Foi um dos convocados para disputar o Torneio Desenvolvimento da UEFA de 2016, em Algarve. Marcou um gol no torneio, fechando o empate de 3–3 com a Alemanha em 4 de fevereiro de 2016.  Também foi convocado para um Torneio em Barcelos e Braga.

#### Sub-17
Foi convocado para algumas rodadas das eliminatórias para o Europeu Sub-17 de 2016, apesar de ficar de fora da lista final da Competição. Em 23 novembro do mesmo ano, foi um dos convocados para representar Portugal no Torneio Nike. No ano seguinte foi convocado para o Torneio Internacional de Algarve, onde sagrou-se campeão com os lusitanos após empatar com de um gol com a Alemanha (Portugal já havia vencido os dois jogos anteriores do quadrangular).

#### Sub-18
Foi um dos convocados para a disputa do Torneio Internacional de Porto em 2018, tendo integrado o elenco vencedor, além de compor o elenco do Torneio Internacional de Lisboa no mesmo ano.

#### Sub-19
Apesar de ser convocado para algumas rodadas das eliminatórias para o Europeu Sub-19 de 2019, acabou ficando de fora da lista final.

## Vida pessoal
Rodrigo é filho do ex-jogador e técnico Sérgio Conceição. Seus outros três irmãos, Sérgio, Moisés e Francisco também são futebolistas.

## Estatísticas
Atualizadas até dia 26 de abril de 2023.

### Clubes
| Clubes            | Temporada         | Campeonato Nacional | Campeonato Nacional | Campeonato Nacional | Campeonato Nacional | Taças Nacionais | Taças Nacionais | Taças Nacionais | Competições Continentais | Competições Continentais | Competições Continentais | Outros | Outros | Outros  | Total | Total | Total   |
| Clubes            | Temporada         | Liga                | Jogos               | Golos               | Assist.             | Jogos           | Golos           | Assist.         | Jogos                    | Golos                    | Assist.                  | Jogos  | Golos  | Assist. | Jogos | Golos | Assist. |
| ----------------- | ----------------- | ------------------- | ------------------- | ------------------- | ------------------- | --------------- | --------------- | --------------- | ------------------------ | ------------------------ | ------------------------ | ------ | ------ | ------- | ----- | ----- | ------- |
| Benfica B         | 2018–19           | Segunda Liga        | 4                   | 0                   | 0                   | —               | —               | —               | —                        | —                        | —                        | —      | —      | —       | 4     | 0     | 0       |
| Benfica B         | 2019–20           | Segunda Liga        | 20                  | 3                   | 2                   | —               | —               | —               | —                        | —                        | —                        | —      | —      | —       | 20    | 3     | 2       |
| Benfica B         | Total             | Total               | 24                  | 3                   | 2                   | —               | —               | —               | —                        | —                        | —                        | —      | —      | —       | 24    | 3     | 2       |
| Porto B           | 2020–21           | Segunda Liga        | 30                  | 1                   | 3                   | —               | —               | —               | —                        | —                        | —                        | —      | —      | —       | 30    | 1     | 3       |
| Porto B           | 2022–23           | Segunda Liga        | 9                   | 0                   | 3                   | —               | —               | —               | —                        | —                        | —                        | —      | —      | —       | 9     | 0     | 3       |
| Porto B           | Total             | Total               | 39                  | 1                   | 6                   | —               | —               | —               | —                        | —                        | —                        | —      | —      | —       | 39    | 1     | 6       |
| Moreirense (emp.) | 2021–22           | Primeira Liga       | 13                  | 0                   | 2                   | 1               | 0               | 0               | —                        | —                        | —                        | 2      | 0      | 0       | 16    | 0     | 2       |
| Porto             | 2022–23           | Primeira Liga       | 16                  | 0                   | 0                   | 7               | 0               | 0               | 2                        | 0                        | 0                        | 0      | 0      | 0       | 25    | 0     | 0       |
| Total de carreira | Total de carreira | Total de carreira   | 92                  | 4                   | 10                  | 8               | 0               | 0               | 2                        | 0                        | 0                        | 2      | 0      | 0       | 104   | 4     | 10      |

1. ↑  Inclui Taça de Portugal e Taça da Liga
2. ↑  Jogos nos play-offs de despromoção da Primeira Liga
3. ↑  Jogos na Liga dos Campeões

### Seleção Portuguesa
Atualizadas até dia 26 de abril de 2023.

#### Sub-16
| Ano   |       |      |         |
| Ano   | Jogos | Gols | Assist. |
| ----- | ----- | ---- | ------- |
| 2016  | 9     | 3    | 0       |
| Total | 9     | 3    | 0       |

#### Sub-17
| Ano   |       |      |         |
| Ano   | Jogos | Gols | Assist. |
| ----- | ----- | ---- | ------- |
| 2017  | 10    | 2    | 0       |
| Total | 9     | 2    | 0       |

#### Sub-18
| Ano   |       |      |         |
| Ano   | Jogos | Gols | Assist. |
| ----- | ----- | ---- | ------- |
| 2018  | 8     | 0    | 0       |
| Total | 8     | 0    | 0       |

#### Sub-19
| Ano   |       |      |         |
| Ano   | Jogos | Gols | Assist. |
| ----- | ----- | ---- | ------- |
| 2018  | 1     | 0    | 0       |
| 2019  | 2     | 0    | 0       |
| Total | 3     | 0    | 0       |

#### Sub-21
| Ano   |       |      |         |
| Ano   | Jogos | Gols | Assist. |
| ----- | ----- | ---- | ------- |
| 2022  | 3     | 0    | 0       |
| Total | 3     | 0    | 0       |

## Títulos

### Porto
- Taça da Liga: 2022–23
- Taça de Portugal: 2022–23

### Portugal

#### Sub-17
- Torneio Internacional de Algarve: 2017